# Jean Allard (homme politique, 1901-1969)
Pour les articles homonymes, voir Jean Allard et Allard.
Jean Allard, né le 16 juin 1901 à Angleur et mort le 8 janvier 1969 à Jupille-sur-Meuse, est un homme politique socialiste belge et militant wallon.

## Biographie
Licencié en sciences administratives, il est conseiller communal d'Angleur puis secrétaire communal de Liège. Durant la Seconde Guerre mondiale, il fait partie de la Résistance et adhère à Wallonie libre. Il est sénateur coopté de 1947 à 1949 puis sénateur élu directement de 1949 à 1968. Devant l'échec de la proposition de révision de la Constitution déposée en 1947 par les députés wallons qui exécutent ainsi les décisions du Congrès national wallon, il dépose un projet de loi qui prévoit la création de conseils consultatifs pour la Flandre, la Wallonie et Bruxelles. Il collabore également au Centre Harmel et adhère au Mouvement populaire wallon à sa création en 1961. Il prend sa retraite en 1966. Une rue de Jupille porte son nom.